# Sipyloidea abnormis
Sipyloidea abnormis är en insektsart som beskrevs av Ludwig Redtenbacher 1908. Sipyloidea abnormis ingår i släktet Sipyloidea och familjen Diapheromeridae. Inga underarter finns listade i Catalogue of Life.